# Casa Felipó
La Casa Felipó es el nombre que recibe  un edificio histórico en Andorra la Vieja (Andorra la Vella), la capital del pequeño principado de Andorra, enclavado en los Pirineos. Construida en 1948, está situada en la avenida (en catalán: avinguda) de Meritxell, justo al este de la Biblioteca Nacional de Andorra y de la iglesia de San Esteban. Es una propiedad especialmente protegida inscrita en el Patrimonio Cultural de Andorra. 
El edificio fue inaugurado en 1948 por el arquitecto español Agustín Borrell Sensat (1910 - 1971), en nombre del empresario andorrano Josep Mariné Melic. Casa Felipó comprende una planta baja y ocho plantas y un altillo. El material utilizado en la fachada es de piedra de granito en forma irregularmente dispuesta en bloques de granito con una arquitectura típica andorrana.